# Zoé Istaz-Slangen
Zoé Istaz-Slangen (Quebec (Canada), 10 november 1989) is een Belgisch politica voor de PS.

## Levensloop
Istaz-Slangen behaalde in 2012 het diploma van master in de rechten aan de Universiteit Luik. Beroepshalve werd ze advocate gespecialiseerd in vreemdelingenrecht en assistent aan de faculteit rechten van de Universiteit Luik.
In 2011 trad ze toe tot de PS. In 2013 werd ze voorzitter van de PS-jongerenafdeling van Ans en van 2014 tot 2016 was ze voorzitter van de Luikse federatie van de Jeunes Socialistes. Ook was ze van 2018 tot 2020 interim-directeur-generaal van het OCMW van Geer. Sinds december 2018 is ze gemeenteraadslid van Ans.
Istaz-Slangen, zesde opvolger voor het arrondissement Luik bij de Waalse verkiezingen van mei 2014, werd in december 2018 lid van het Waals Parlement en het Parlement van de Franse Gemeenschap. In de zes maanden dat ze parlementslid was, zetelde Istaz-Slangen in het Waals Parlement in de commissie Economie, Werk en Opleiding en in het Franse Gemeenschapsparlement in de commissie Cultuur en Kinderen. In mei 2019 kwam er een einde aan haar mandaat, toen ze bij de Waalse verkiezingen als tweede opvolger op de Luikse PS-lijst stond. In juni 2024 stond ze als derde opvolger op de lijst.
Sinds oktober 2020 is Istaz-Slangen directrice van de juridische dienst van de FGTB-federatie van het gewest Luik-Hoei-Borgworm. Daarnaast was ze van 2020 tot 2022 regeringscommissaris van de Waalse regering bij de Waalse beheers- en participatiemaatschappij SODEPA.